# Moltkia
Moltkia es un género de plantas con flores perteneciente a la familia Boraginaceae. Comprende 19 especies.

## Descripción
Son arbustos perennifolios, que alcanzan un tamaño de 20-30 cm de altura, con hojas lanceoladas, de color grisáceo, púberes. La inflorescencia densa, en forma de la cabeza recogida en la parte superior del vástago , con brácteas.  Frutos secos, no muy grandes, rectos o curvados, arrugados y ovado-triangulares, con una superficie plana de unión.

## Taxonomía
El género fue descrito por Johann Georg Christian Lehmann y publicado en Neue Schriften Naturf. Ges. Halle 3(2): 3. 1817.

## Especies seleccionadas
- Moltkia anatolica
- Moltkia angustifolia
- Moltkia aurea
- Moltkia ciliata